# Rogério Augusto das Neves
Rogério Augusto das Neves (ur. 30 grudnia 1966 w São José dos Campos) – brazylijski duchowny katolicki, biskup pomocniczy São Paulo od 2022.

## Życiorys
Święcenia kapłańskie przyjął 3 lipca 1999 i został inkardynowany do diecezji São José dos Campos. Pracował głównie jako duszpasterz parafialny, był także m.in. rektorem części filozoficznej diecezjalnego seminarium oraz pomocniczym wikariuszem sądowym przy trybunale kościelnym prowincji Aparecida.
3 marca 2022 papież Franciszek mianował go biskupem pomocniczym archidiecezji São Paulo oraz biskupem tytularnym Lares. Sakry udzielił mu 1 maja 2022 kardynał Odilo Scherer.